# SVV in het seizoen 1966/67
Het seizoen 1966/1967 was het 13e jaar in het bestaan van de Schiedamse betaaldvoetbalclub SVV. De club kwam uit in de Eerste divisie en eindigde daarin op de 14e plaats.

## Wedstrijdstatistieken

### Eerste divisie
|       | Alkmaar '54 | Blauw-Wit | FC Den Bosch/BVV | SC Cambuur | D.F.C. | DHC '66 | SC Drente | Eindhoven | De Graafschap | Heracles | Holland Sport | N.E.C. | RBC   | RCH   | Velox | Vitesse | Volendam | De Volewijckers | FC Zaanstreek |
| ----- | ----------- | --------- | ---------------- | ---------- | ------ | ------- | --------- | --------- | ------------- | -------- | ------------- | ------ | ----- | ----- | ----- | ------- | -------- | --------------- | ------------- |
| Thuis | 1 – 4       | 0 – 2     | 2 – 1            | 0 – 3      | 2 – 2  | 4 – 2   | 3 – 3     | 0 – 2     | 3 – 0         | 3 – 0    | 0 – 0         | 1 – 1  | 1 – 2 | 1 – 1 | 2 – 2 | 4 – 3   | 3 – 1    | 1 – 2           | 1 – 1         |
| Uit   | 1 – 2       | 2 – 2     | 0 – 0            | 2 – 1      | 2 – 0  | 1 – 0   | 1 – 2     | 1 – 1     | 1 – 0         | 2 – 0    | 1 – 1         | 3 – 0  | 1 – 2 | 4 – 0 | 1 – 1 | 3 – 0   | 4 – 2    | 2 – 3           | 3 – 1         |

## Statistieken SVV 1966/1967

### Eindstand SVV in de Nederlandse Eerste divisie 1966 / 1967
| Stand | Gespeeld | Gewonnen | Gelijk | Verloren | Punten | Doelpunten voor | Doelpunten tegen |
| ----- | -------- | -------- | ------ | -------- | ------ | --------------- | ---------------- |
| 14e   | 38       | 10       | 12     | 16       | 32     | 50              | 67               |

### Topscorers
| Competitie \| # \| Naam \| \| \| -------------------- \| ----------------- \| -- \| \| 1. \| Dick van Dijk \| 14 \| \| 2. \| Wout van Meeteren \| 9 \| \| 3. \| Maarten van Beek \| 5 \| \| 3. \| Hans Hazebroek \| 5 \| \| 5. \| Leen Hubert \| 3 \| \| 5. \| Aad Osterholt \| 3 \| \| 5. \| Ton Vorstenbos \| 3 \| \| 8. \| Harrie van Gent \| 2 \| \| 8. \| Jan Rijkuiter \| 2 \| \| 10. \| Kees Glaudemans \| 1 \| \| 10. \| Kees van Schie \| 1 \| \| Onbekende doelpunten \| \| \| \| – \| Onbekend \| 2 \| \| Totaal \| Totaal \| 50 \| |                   |      |
| # | Naam              | Goal |
| 1. | Dick van Dijk     | 14   |
| 2. | Wout van Meeteren | 9    |
| 3. | Maarten van Beek  | 5    |
| 3. | Hans Hazebroek    | 5    |
| 5. | Leen Hubert       | 3    |
| 5. | Aad Osterholt     | 3    |
| 5. | Ton Vorstenbos    | 3    |
| 8. | Harrie van Gent   | 2    |
| 8. | Jan Rijkuiter     | 2    |
| 10. | Kees Glaudemans   | 1    |
| 10. | Kees van Schie    | 1    |
| Onbekende doelpunten |                   |      |
| – | Onbekend          | 2    |
| Totaal | Totaal            | 50   |

## Voetnoten
Alkmaar '54 ·
Blauw-Wit ·
Cambuur ·
FC Den Bosch/BVV ·
D.F.C. ·
DHC '66 ·
SC Drente ·
Eindhoven ·
De Graafschap ·
Heracles ·
Holland Sport ·
N.E.C. ·
RBC ·
RCH ·
SVV ·
Velox ·
Vitesse ·
Volendam ·
De Volewijckers ·
FC Zaanstreek